# Herz-Jesu-Kirche (Wels)

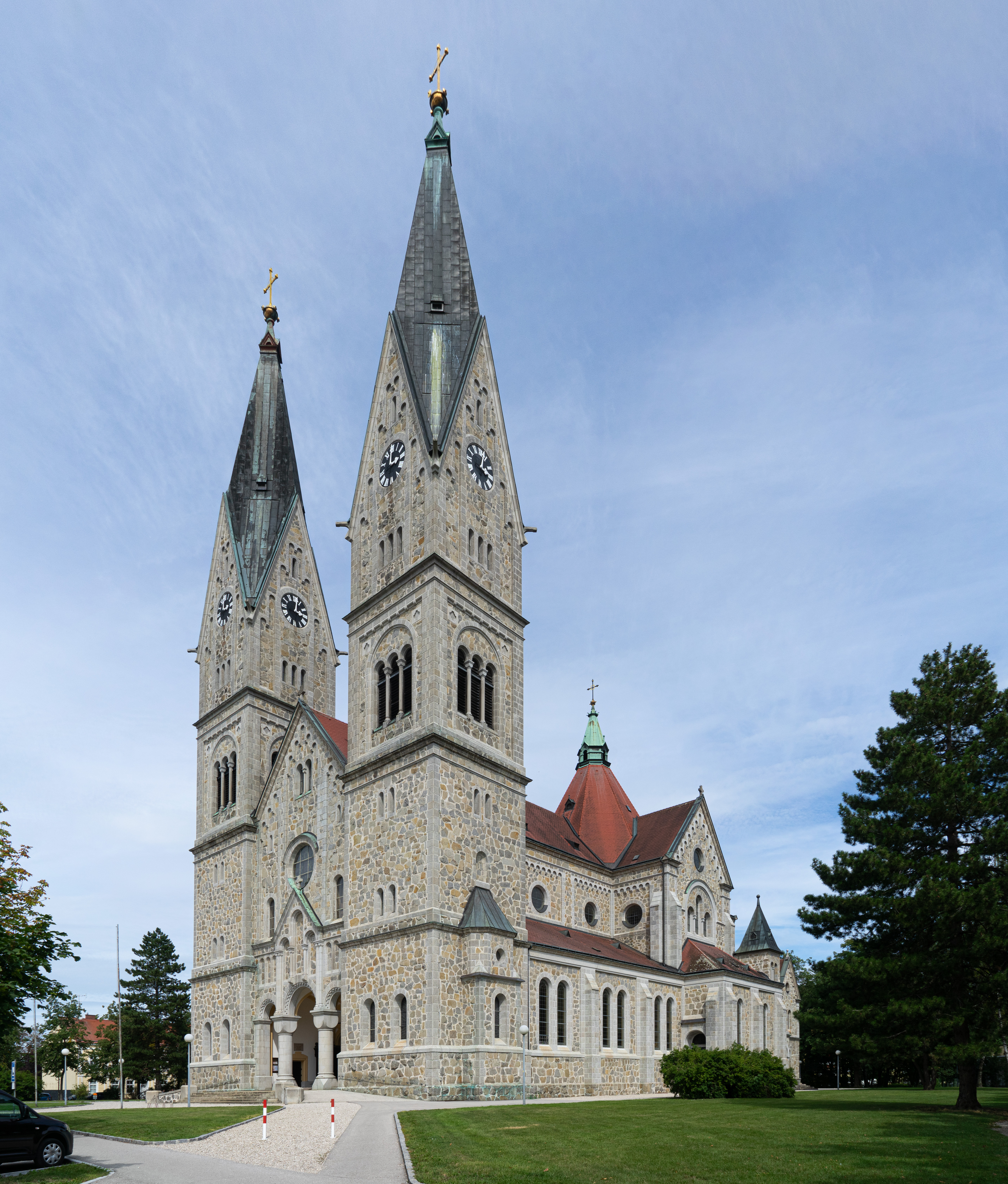
Die Welser Herz-Jesu-Kirche

Die Herz-Jesu-Kirche ist eine ungefähr geostete neuromanische römisch-katholische Pfarrkirche im Welser Stadtteil Neustadt. Sie gehört zum Dekanat Wels in der Diözese Linz und steht unter Denkmalschutz.
Der Platz um die Kirche und die beiden nördlich und südlich angrenzenden Gebäudefronten haben „Flotzingerplatz“ als Adresse, benannt nach dem die Kirche initiierenden Pfarrer.

## Geschichte
Da Wels während des 19. Jahrhunderts ein starkes Bevölkerungswachstum verzeichnete, wurde im Norden der Stadt ein neuer Stadtteil, die „Neustadt“, erschlossen. Damit ergab sich der Wunsch der ansässigen Bevölkerung nach einer eigenen Kirche in diesem Gebiet und der Welser Stadtpfarrer Josef Flotzinger suchte bei der Diözese Linz um den Bau einer katholischen Kirche für die Neustädter an. Bischof Franz Maria Doppelbauer unterstützte diesen Vorschlag, sodass sich um 1900 ein Kirchenbauverein bildete.
Im Jahre 1905 fand die Grundsteinlegung für die zur Gänze aus Spendengeldern finanzierte Kirche statt. Als Grundstein wurde ein Stein verwendet, den Pilger aus Oberösterreich vom Ölberg in Jerusalem mitgebracht hatten. An der Feierlichkeit unter großer Anteilnahme der Bevölkerung nahm neben der Geistlichkeit und Behördenvertretern Erzherzogin Marie Valerie teil. Bereits im Jahre 1907 fand in dem noch unvollendeten Bau der erste Gottesdienst statt.
Nach sechsjähriger Bauzeit wurde die Kirche nach Plänen von Matthäus Schlager, einem österreichischen Dombaumeister, im Jahre 1911 fertiggestellt und vom Linzer Bischof Rudolph Hittmair konsekriert. Zu dieser Zeit nannte man die Kirche „Dom auf der Haide“, da sie mitten in der (Welser) Haide stand und sich damals noch kaum Gebäude um die Kirche befanden. Heute ist sie von einem Park umgeben.
1922 übernahmen die Steyler Missionare die Seelsorge und 1925 wurde die Kirche zur selbständigen Pfarre erhoben. In unmittelbarer Nähe der Kirche befindet sich das Klinikum Wels-Grieskirchen, das von den Barmherzigen Schwestern vom Heiligen Kreuz (Kreuzschwestern) geleitet wird.
Im Zweiten Weltkrieg bestanden Pläne, die beiden Kirchtürme wegen des zu nahen Flughafens zurückzubauen, diese wurden allerdings nicht realisiert. Die Kirche wurde durch Bombenangriffe schwer beschädigt und die Glasfenster zerstört, sodass nach Ende des Krieges erhebliche Geldmittel aufgebracht werden mussten, um die Kirche wieder instand zu setzen.
1975 wurde der Hauptaltar und die Kanzel entfernt, um Platz für die neue Orgel zu schaffen.
Eine Generalsanierung der Kirche, von der Außen- und Innenbereich betroffen waren, fand in den Jahren von 2008 bis 2013 statt. Der Gesamtaufwand belief sich auf 1,4 Millionen Euro, wovon die Pfarre 600.000 Euro aus Eigenmitteln und Spenden aufbringen musste.

## Baubeschreibung
Die Außenmauern, die Türme und die Säulen im Inneren der Kirche bestehen aus Neuhauser und Mauthausner Granit und sind in Zyklopen-Technik ausgeführt. Die Innenmauern und die Gewölbe sind aus gebrannten Ziegeln.

### Außen
Das dreischiffige Langhaus mit Satteldach wird westlich von den beiden jeweils 73,5 Meter hohen Türmen flankiert. Ein Querschiff, das gleich hoch ist wie das Langhaus, hat Anbauten an den Enden der Querarme. Die Vierung deckt ein oktogonales Zeltdach mit spitz auslaufender Laterne, die durch ein Kreuz bekrönt wird. An das Querschiff schließt der Chor an, der in einem Fünfachtelschluss endet.
Die Seitenschiffe haben Pultdächer und gekuppelte Rundbogenfenster. Im Obergaden der Seitenschiffe und des Chores befinden sich Oculi.

### Innen
Das dreijochige Langhaus wird von Kreuzrippengewölben abgeschlossen, die durch große Oculi im Obergaden Licht erhalten. Arkaden über romanischen Säulen mit Würfelkapitellen öffnen sich zu den Seitenschiffen mit faschengerahmten Rundbogenfenstern, die von Kreuzrippengewölben abgeschlossen werden. Die Gewölberippen des Langhausgewölbes enden auf Gewölbeanfängern über Halbsäulen, die auf den Würfelkapitellen der Arkaden ansetzen. Die Arkadenbogen sind putzfaschengerahmt und leicht reliefiert, darüber erstreckt sich über die gesamte Länge der drei Joche ein reliefiertes Gesims.

## Ausstattung

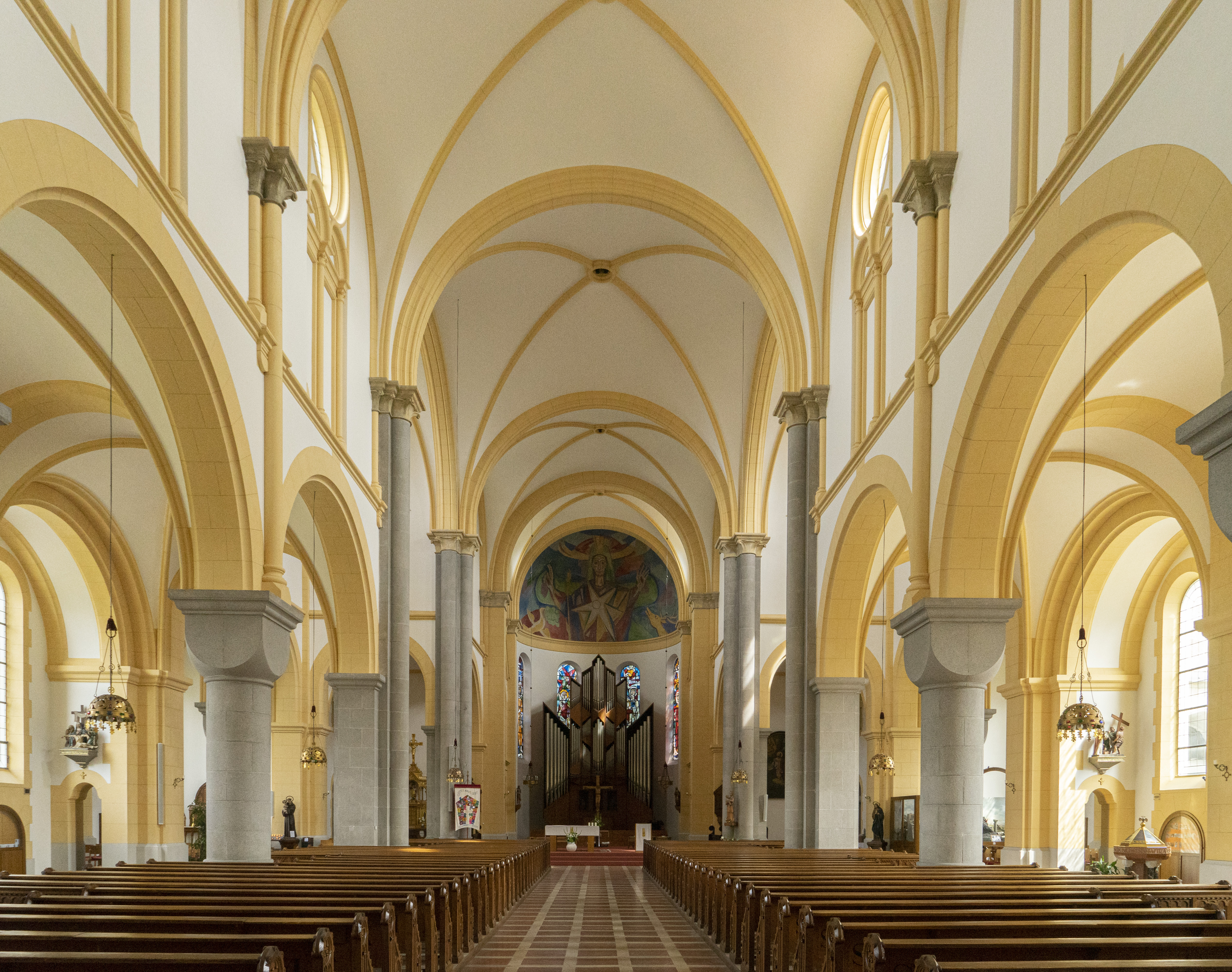
Innenraum

Die Ausstattung des weitgehend schmucklosen Innenraumes ist auf das Gemälde in der Kuppel der Apsis zentriert. Es stammt vom Linzer Maler Alfred Stifter, wurde im Jahre 1960 geschaffen und zeigt eine mächtige Halbfigur Christi, der als zu Tode gefolterter Zimmermann dargestellt ist. Anstelle des Kreuzes erscheint hinter der Figur ein grüner Lebensbaum und an der Stelle des Herzens trägt die Christusfigur eine Hostie in sternförmigem Strahlenkranz. In den beiden unteren Ecke des Gemäldes weisen zwei altchristliche Symbole auf das Verlangen des Menschen nach der himmlischen Speise hin. Links eine Taube, die zu einer Traube eilt, rechts ein dürstender Hirsch.
Die Fenster der Apsis wurden nach Entwürfen von Alfred Stifter von der Glasmalerei des Stiftes Schlierbach hergestellt und stellen einen Zyklus aus der Herz–Jesu–Litanei dar. Sie sind teilweise durch die in der Apsis befindliche neue Orgel verdeckt. Im linken Fenster Moses, der das Wasser aus dem Felsen sprudeln lässt und im linken verdeckten Mittelfenster ein schwebender Engel mit dem Symbol der sieben Schmerzen Marias über der Muttergottes. Im rechten verdeckten Mittelfenster Longinus, der mit der Heiligen Lanze in die Seite des Gekreuzigten sticht, und dem Apostel Johannes als Assistenzfigur. Das rechte Fenster zeigt das Osterlamm, aus dessen Wunde die Kirche hervorgeht.
Beim Volksaltar befindet sich ein Kruzifix, das Christus mit weit ausgestreckten Armen zeigt und das ebenso wie die Madonnenstatue an der rechten Vierungssäule vom Maler und Bildhauer Hermann Schweigl stammt. Es wurde am Karfreitag 1977 enthüllt.
Die Figuren auf der alten, nicht mehr funktionierenden Orgel stammen vom Bildhauer Engelbert Streif. Außerdem besitzt die Herz-Jesu-Kirche die größte Krippe Österreichs, das Lebenswerk des Messners Ernst Mayrhofer.

### Orgel

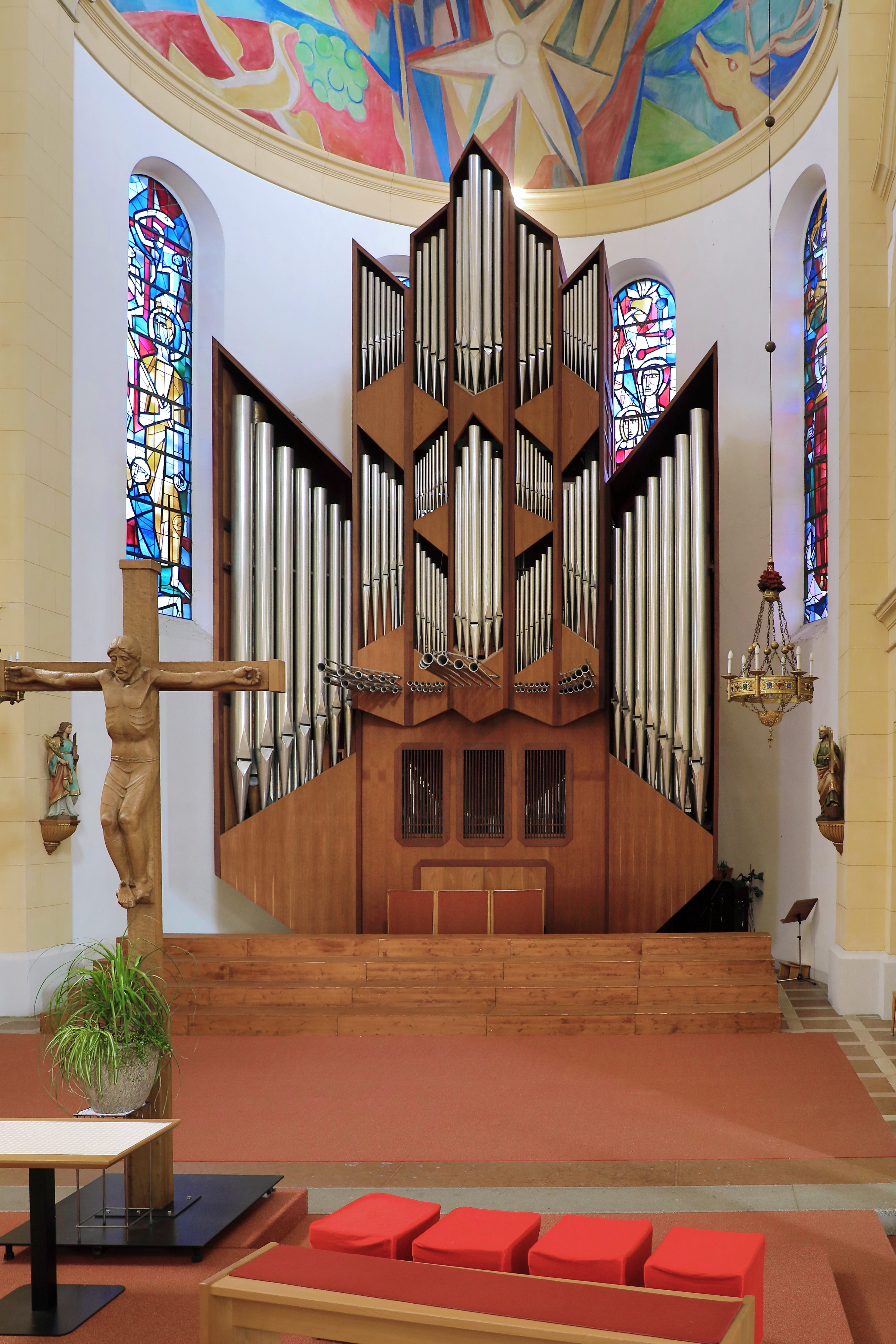
Neue Orgel anstelle des Hochaltars in der Apsis

Das 45 Register auf drei Manualen und Pedal umfassende (neue) Instrument wurde 1982 von der Oberösterreichischen Orgelbauanstalt St. Florian errichtet und von Bischof Maximilian Aichern am 25. September desselben Jahres geweiht.
Die alte Mauracher-Orgel auf der Empore ist noch vorhanden, jedoch nicht mehr spielbar.

### Glocken
Im Jahre 1925 wurden sieben Glocken geweiht, die von der Firma Hahn in Reutte gegossen worden waren. Diese mussten im Zweiten Weltkrieg 1942 als „Metallspende des deutschen Volkes“ abgeliefert werden, gelangten nach Ilsenburg am Harz zur Firma Ilsenburger Grobblech GmbH (heute Standort der Salzgitter AG), wurden aber aus unbekannten Gründen nicht eingeschmolzen. 1948 intervenierte der damalige Bundeskanzler Leopold Figl erfolgreich beim sowjetischen Hochkommissar Wladimir Wassiljewitsch Kurassow wegen Rückgabe der Glocken, sodass sie noch 1948 wieder zurück in die Kirche kamen.

## Nutzung
Die Herz-Jesu-Kirche ist die Pfarrkirche der Pfarre Herz-Jesu. Sie ist neben der Welser Stadtpfarrkirche eine der größten Sakralbauten in der oberösterreichischen Stadt Wels.